# Voievodatul Varmia și Mazuria
Voievodatul Varmia și Mazuria (poloneză: województwo warmińsko-mazurskie) este o regiune administrativă în nordul Poloniei la malul Mării Baltice și la sudul regiunii Regiunea Kaliningrad din Federația Rusă. Capitala voievodatului este orașul Olsztyn. Este cel mai puțin populat voievodat din Polonia.

## Istorie
În timpul celui de-al Doilea Război Mondial, Prusia de Est era cea mai mare parte de est a Reich-ului, astfel a jucat un rol strategic important. În provincie s-au situat numeroase organizații militare, printre altele sediul central al comandanților germani cu buncăre și adăposturi (unele dintre ele pot fi vizitate și azi). La est, prusacii simțeau cruzimea războiului în timpul atacului armatei sovietice în ianuarie 1945. Pe drumurile acoperite cu zăpadă au fugit mii de refugiați, persoane care au reușit să scape spre mare, de unde ar fi trebuit să fie transportați în bărci spre Germania. Cu toate acestea, cei mai mulți dintre ei nu au ajuns acolo.
După război, Varmia și Mazuria păreau să constituie o parte din Polonia. Puterea comunistă trata comunitatea drept germană. Astfel, mulți dintre ei au fost nevoiți să emigreze. Astăzi Varmia și Mazuria s-au întors la moștenirea lor de trecut polonez-german comun. Tradițiile vechi sunt păstrate, la fel și memoria locuitorilor de aici.

## Natura

### Hidrografie
Vorbind de hidrografia din regiune nu trebuie să uităm cele mai mari râuri - Lyna, Drwęca și Pasłęka. Deși izvoarele lor se află la o distanță scurtă una de cealaltă, râurile se varsă în trei bazine diferite. Lyna (264 km lungime, 190 km în Polonia), cel mai mare fluviu din regiune și afluent de stânga al Pregolei, are originea în imediata apropiere a locului cu același nume (satul Lyna, aproape de Nidzica). Drwęca (207 km), afluent de dreapta al Vistulei, curge în zona de Drwęck în apropiere Olsztynek, pe lîngă movila Lubawa. Canalul Elbląg, este conectat la laguna Vistulei, făcând un traseu perfect pentru canotaj. Pasłęka (169 km), se varsă direct în laguna Vistulei, care își are izvorul în luncile Gryźliny în Districtul Lacului Olsztyn. Rîul cel mai cunoscut al Districtul Lacurilor Mazuriene este Krutynia (100 km), ce oferă un traseu foarte popular pentru practicarea sporilor de apă, mai des canotaj. Important este faptul că râurile din regiune formează mii de kilometri de trasee pentru canotaj. Rute de navigare pentru vase sau nave, pe de altă parte, au o lungime totală de peste 200 km. În plus, numeroase strâmtori și canale permit navigarea cu ușurință pe lacuri și râuri, creând numeroase trasee posibile.
- Canalul Mazurian

Construirea unui șanț în Mamerki a început în 1911. În Polonia, canalul ocupa o secțiune de 22 km. După Al Doilea Război Mondial schița proiectului s-a prăbușit și nu a mai fost niciodată finalizată. În Polonia, există cinci blocaje situate pe canal: Leśniewo Górne, Leśniewo Dolne, Guja (Piaski), Bajory Male (două blocaje). Blocajul în Leśniewo Górne merită o atenție deosebită din cauza masivității zidurilor de beton, precum și cel din satul Guja, de blocare și operare.
- Lacul Święcajty

Lacul are aproape 9 km, adâncimea ajungând la 28 m. Acest lac de 5,5 km lungime și 2 km lățime este intercalat de două golfuri - Paluszek și Kal. Lângă acesta se află satul Kal în care s-au găsit urmele unei vechi așezări prusace. Un pic mai departe este situat Kalski (un cimitir obelisc din sec. al XVI-lea).
- Lacul Kirsajty

Lacul Kirsajty are o lungime de peste 2 km. Partea de jos nămoloasă este acoperită cu vegetație sub strat de flux, în timp ce malul vestic este marcat de o pădure de foioase. Țărmurile sunt mici și mlăștinoase. Trecerea îngustă care leagă lacul Kirsajty de lacul Dargin a fost folosită ca o locație in aer liber în timpul filmărilor filmului ”Faraon” - au transformat Kirsajty într-o insulă artificială a fost creată la care Sarah și Ramses navigau pe Nil.

### Păduri
Peisajul post-glacial al terenului este diversificat ca urmare a apariției numeroaselor dealuri, a căror înălțime ajunge până la 300 m deasupra nivelului mării. Zonele forestiere imense cele mai caracteristice sunt: Pădurea Napiwo - da - Ramuki (pădure de pin), Pădurea Rominty (pădure de pin și molid, numită uneori taiga poloneză), Pădurea Borki (diferite tipuri de arbori) și Pădurea Pisz. Aceasta din urmă merită o atenție specială datorită numeroaselor lacuri, dealuri de morenă frontală și câmpii ondulate de morenă recesională. Pădurea Pisz este dominată de speciile de pin și molid de pădure. Pădurea ascunde o istorie neobișnuită și multe legende uimitoare, datorită cărora îi este specific caracterul misterios ce atrage cu succes turiștii, nu doar cu interes geografic. Pădurile Tabórz și Iława sunt complet diferite de celelalte tipuri de pădure, în comparație cu cele din partea de est a regiunii Voievodatul Varmia și Mazuria, clasificată drept una dintre cele mai deosebite zone din Polonia din punct de vedere botanic. În regiune,  este de asemenea posibil să vezi peste două mii de monumente naturale. Printre acestea sunt de remarcat impresionanți stejari, vechi și gigantici, pini cu forme originale, alei de tei fermecătoare, benzi neregulate. Cele mai interesante monumente includ: al doilea cel mai mare loc eratic din Polonia în Bisztynek, Piatra Diavolului (cu o circumferință de 28m), Piatra tătară lângă Nidzica, stejarul de pe bulevardul Bażyński în Sztynort și Lira de pin în Rudane-Nida.

## Flora și Fauna
Țara Lacurilor Mazuriene este populată din abundență cu numeroase plante: mușchi, mușchi de turbă, salcie de mlaștină sau salcie de Laponia, precum și un număr limitat de gammarus, bureți și broaște țestoase europene. O paletă mai bogată de specii de păsări locale: cocoșul de munte negru, lebăda albă și neagră, cocorul, bufnița de Ural, cormoranul, stârcul cenușiu, ciocănitoarea neagră și verde, țiclete.
În cadrul Mazury, multe specii de animale interesante pot fi întâlnite: enot, mistreț, arici, hermelină, bursuc, lup, cerb, vidră.

## Simbolurile voievodatului
Sielawy - Regele peștilor

Ziua Recunoștinței este asociată cu legendele despre domnitorul apelor mazuriene, Sielawy, care poseda puteri magice și care se presupune că a trăit în abisul Śniardwy. Una dintre legende spune despre regina prusacă Gustebalda, care a salvat accidental un pește de aur, iar fiica lui Sielawy și a primit în schimb o piatră magică care o va ajuta să înțeleagă graiul animalelor, plantelor și a vântului. Regina ar fi trebuit să păstreze acest cadou un secret, cu toate acestea, aflând despre pericolul care amenință prusacii, ea a dezvăluit sursa ei de cunoștințe, după care în conformitate cu acordul ei cu Sielawy Gustebalda a fost preschimbată în piatră din cauza încălcării condițiilor. Versiunea legendei sec. al XVI-lea spune că regele ce conducea Śniardwy, a fost atât de șocat de lăcomia pescarilor care pescuiesc pe lac și începu să lupte cu ei, provocând furtuni teribile și răsturnând bărcile lor. Apoi foametea din Mikołajki a durat până în momentul când soția unuia dintre pescari a găsit un inel mic de fier care a inițiat ideea de a face un net de inele uscate, prin care Sielawy ar fi prins. În schimbul eliberării sale, regele peștilor a garantat hrană locuitorilor. Cu toate acestea, pentru a preveni încălcarea promisiunii lui Sielawy după eliberarea sa, peștele a fost legat cu un lanț de fier de un pod din Mikołajki. Până în prezent, pe emblema orașului este reprezentată un pește cu o coroană pe un fundal albastru, referindu-se la figura legendară a regelui pește.

## Orașe
Voievodatul conține 49 de orașe. Acestea sunt enumerate mai jos în ordinea descrescătoare a populației (în conformitate cu cifrele oficiale pentru 2006 ):
| 1. Olsztyn (174,693) 2. Elbląg (127,055) 3. Ełk (56,156) 4. Ostróda (33,419) 5. Iława (32,326) 6. Giżycko (29,667) 7. Kętrzyn (28,000) 8. Szczytno (25,680) 9. Bartoszyce (25,423) 10. Mrągowo (21,772) 11. Działdowo (20,824) 12. Pisz (19,332) 13. Braniewo (17,875) 14. Lidzbark Warmiński (16,390) 15. Olecko (16,169) 16. Nidzica (14,761) 17. Morąg (14,497) 18. Gołdap (13,641) 19. Pasłęk (12,179) 20. Węgorzewo (11,638) 21. Nowe Miasto Lubawskie (11,036) 22. Dobre Miasto (10,489) 23. Biskupiec (10,348) 24. Orneta (9,380) 25. Lubawa (9,328) | 26. Lidzbark (8,261) 27. Olsztynek (7,591) 28. Barczewo (7,401) 29. Orzysz (5,804) 30. Susz (5,610) 31. Reszel (5,098) 32. Ruciane-Nida (4,894) 33. Korsze (4,632) 34. Górowo Iławeckie (4,554) 35. Biała Piska (4,006) 36. Mikołajki (3,848) 37. Jeziorany (3,376) 38. Ryn (3,006) 39. Pieniężno (2,915) 40. Tolkmicko (2,731) 41. Miłakowo (2,665) 42. Pasym (2,550) 43. Frombork (2,529) 44. Bisztynek (2,493) 45. Miłomłyn (2,305) 46. Kisielice (2,208) 47. Zalewo (2,152) 48. Sępopol (2,015) 49. Młynary (1,837) |

## Arii protejate
În regiune, există 8 parcuri și peste 100 de rezervații naturale. Suprafața totală a zonelor protejate acoperă peste 60% din teritoriul Voievodatului Varmia și Mazuria..Formele de protecție sunt diverse: de la parcurile peisagistice mai sus menționate până la rezervele de minuni naturale. O parte considerabilă este considerată zonă de liniște și este posibil să acostezi canoea sau cu barca numai în locurile indicate. Parcuri peisagistice: Brodnice, Górzno-Lidzbark, Mazuria, Pădurea Rominta, Lacul District Iława, Wei, Elbląg, Dealurile Dylewo. Parcul cel mai cunoscut și cel cea mai vechi este Parcul Peisagistic Mazurian, care cuprinde cel mai mare lac din Polonia, Śniardwy, și o mică parte din Pădurii Pisz, de asemenea, cunoscut sub numele de Jańsborski Forest. Ar trebui să se acorde o atenție deosebită la rezervele în limitele parcului - Lacul Luknajno, cu cea mai mare așezare de lebede mute în Polonia și rezervația Czapliniec, habitatul de stârc cenușiu. Lacul Łuknajno este o rezervație naturală (parte a Parcului Mazurian), și este protejat sub convenția Ramsar, și, de asemenea, desemnat de către UNESCO, ca rezervă a biosferei.
În total 102 de rezervații naturale sunt situate în interiorul țării (ornitologic, terenuri forestiere, turbă, florar, fauna, peisaj - păduri, păduri, ape, peisaj, geologice), dintre care patru au fost înregistrate în lista de registru a Convenției Ramsar (Lacul Karaś, Lacul Oswin, Lacul Druzno și Lacul Luknajno). Convenția semnată în 1971, este de a proteja și de a menține zonele umede într-o stare neschimbată.
Ariile protejate din Voievodatul Warmian-Masurian include opt zone desemnate ca parcuri, astfel cum sunt enumerate mai jos:
- Parcul peisagistic Brodnica (parțial în Voievodatul Cujavie-Pomerania);
- Parcul peisagistic Dylewo Hills;
- Parcul peisagistic Elbląg ;
- Parcul peisagistic Górzno-Lidzbark (parțial în Voievodatul Cujavie-Pomerania și Voievodatul Łódź);
- Parcul peisagistic Lacul Iława (parțial în Voievodatul Pomerania);
- Parcul peisagistic Mazuria (cuprinde cel mai mare lac din Polonia, Śniardwy, și o mică parte din Pădurea Pisz cunoscut sub numele de Pădurea Jańsborski. O atenție deosebită se acordă periferiei parcului, anume Lacului Luknajno, cu cea mai mare așezare de lebede mute în Polonia și rezervație Czapliniec, habitatul de stârc cenușiu);
- Parcul peisagistic Puszcza Romincka;
- Parcul peisagistic Wel;